# Астапович, Игорь Станиславович
И́горь Станисла́вович Астапо́вич (29 декабря 1907  [11 января 1908], Волчанск, Харьковская губерния — 2 января 1976, Киев) — советский астроном, исследователь метеоров и метеоритов, организатор науки, открыл газовый хвост Земли.

## Биография
Родился 29 декабря 1907 (11 января 1908) года в городе Волчанске, Волчанский уезд (Харьковской губернии Российской империи), в семье статского советника Станислава Викторовича Астаповича и Елизаветы Павловны. Отец работал преподавателем физики и математики учительской семинарии в Волчанске. Мать имела диплом домашней учительницы. По линии отца — были выходцами из Польши и имели родственное отношение к графам Тышкевичам.
В 1926 году окончил профтехническую школу в городе Николаеве.
Поступил на физико-математический факультет Московского университета по специальности астрономия,
В 1928 году семья переехала в Ленинград. Продолжил учиться в Ленинградском университете, который окончил в 1930.
Был действительным членом Русского общества любителей мироведения.
В 1931—1932 возглавлял магнитометрическую экспедицию Института прикладной геофизики на территории Восточной Сибири.
С 1932 по 1934 был директором Таджикской астрономической обсерватории, с 1934 по 1941 — научный сотрудник ГАИШ.
Участник Великой Отечественной войны, был добровольцем в рядах народного ополчения, затем отозван в эвакуированный МГУ в Ашхабад.
С 1942 по 1959 работал в Физико-техническом институте Туркменского филиала АН СССР. По его инициативе в 1946 были созданы астрономическая обсерватория в Ашхабаде под названием «Астрофизическая лаборатория» Физико-технического института и её загородная станция, в основном для наблюдений метеоров, близ посёлка Ванновское. До 1948 преподавал в педагогическом институте в Ашхабаде. В 1959—1960 был заведующим отделом астрономической обсерватории Одесского университета.
С 1960 по 1973 работал на кафедре астрономии Киевского университета (с 1966 — профессор).
В 1935 был членом Комиссии по метеорам Международного Астрономического Союза; в том же году совместно с С. В. Орловым он организовал в СССР Комиссию по метеорам, кометам и астероидам и долгое время был её учёным секретарём.
Основные труды в области исследований метеоров и метеорных потоков. На протяжении 17 лет (1942—1959) вёл систематические наблюдения метеоров, сформировал уникальный личный архив, который содержит наблюдения более 40 тысяч метеоров. Достиг высокого уровня техники визуальных наблюдений метеоров, зодиакального света, противосияния, одним из первых начал применять спектральные и радиолокационные методы наблюдений. Помимо собственных наблюдений и исследований, организовывал массовые наблюдения метеорных потоков. В 1956 опубликовал свой «Основной каталог метеорных радиантов XIX в.», включивший 887 уточнённых радиантов. Определив в 1942—1945 ещё 400 радиантов, а также доатмосферные скорости метеоров, сделал важное открытие сравнительно быстрой эволюции метеорных орбит и самих метеорных потоков. Впервые выявил два класса метеорных потоков (потоки близ плоскости эклиптики и потоки с сильно наклонёнными и очень вытянутыми орбитами кометного типа). По опубликованным историческим материалам определил, какие метеорные потоки наблюдались тысячу лет назад. На основании собственных наблюдений противосияния в 1940-х годах открыл газовый хвост Земли, аналогичный хвостам комет, наличие которого предсказал И.Кант.
Большое внимание уделял Тунгусской проблеме. В 1933 первым оценил энергию, выделившуюся при падении Тунгусского метеорита, а позднее определил атмосферную траекторию и оценил энергию Сихотэ-Алинского метеорита, выпавшего 12 февраля 1947. В 1936 указал, что важным фактором эволюции поверхностей планет и Земли являются метеоритные кратеры. В 1958 году, вопреки общепринятому тогда представлению о чисто геологической природе рельефа Земли он оценил общее число этих космических образований (свыше 150), что впоследствии подтвердилось. Опубликовал сотни статей и классическую монографию «Метеорные явления в атмосфере Земли» (1958). Работа Астаповича «Занимательные очерки о метеоритах», написанная в конце 1930-х годов и посвящённая популярной метеорной астрономии, была опубликована лишь в 2005 году.

## Семья
Отец — Станислав Викторович Астапович — преподаватель физики и математики в учительской семинарии в городе Волчанске, Харьковской губернии.

Мать — Елизавета Павловна Астапович (1878—1943). Отец матери — Горский-Платонов, Павел Иванович.
- 1 жена [уточнить]
- 2 жена — Терентьева, Александра Константиновна — астроном.

Двоюродные братья (по линии матери):
- Жданов, Андрей Александрович (1896—1948) — партийный деятель
- Всехсвятский, Сергей Константинович (1905—1984) — астроном.

## Членство в организациях
- Центральная Комиссия по метеорам, кометам и астероидам (ЦКМКА)
- Комитет по метеоритам (КМЕТ АН СССР).

## Память
В честь него были названы:
- Астероид 2408 Астапович[6].
- Озеро Астаповича — Омская область.